# Gireum (metropolitana di Seul)
Gireum (길음역 - 吉音驛, Gireum-nyeok) è una stazione della metropolitana di Seul servita dalla linea 4 della metropolitana di Seul. Si trova nel quartiere di Seongbuk-gu, a nord del centro della città sudcoreana.

## Linee
Seoul Metro
● Linea 4 (Codice: 417)

## Struttura
La stazione è costituita da un marciapiede a isola con due binari passanti protetti da porte di banchina a piena altezza sottoterra. Sono presenti tre aree tornelli, con 10 uscite totali in superficie.
| Direzione Danggogae | ● Linea 4 | per Changdong, Nowon e Danggogae                       |
| Direzione centro    | ● Linea 4 | per Chungmuro, Seul, Sadang, Geumjeong, Jungang e Oido |

## Stazioni adiacenti
| «          | Servizio | »                    |
| Linea 4    | Linea 4  | Linea 4              |
| ---------- | -------- | -------------------- |
| Miasageori | -        | Univ. femm. Sungshin |